# Pauline Agassiz Shaw
Pour les articles homonymes, voir Agassiz et Shaw.
Pauline Agassiz Shaw (6 février 1841 - 10 février 1917) est une philanthrope et réformatrice sociale américaine d'origine suisse qui a ouvert des crèches, des maisons de colonisation et d'autres établissements à Boston pour aider les nouveaux immigrants et les pauvres. Elle finance des jardins d'enfants publics et participe à la fondation de la première école professionnelle américaine, la North Bennet Street School. Elle est également une ardente défenseure des droits des femmes.

## Biographie
Pauline Agassiz naît à Neuchâtel, en Suisse en 1841. Elle est la plus jeune fille du naturaliste Louis Agassiz et de sa première épouse, Cécile Braun, sœur du botaniste Alexander Braun. Celle-ci meurt en 1848 et, en 1850, les trois enfants du couple rejoignent leur père à Cambridge, où celui-ci vient d'être nommé professeur de zoologie et de géologie à l'université Harvard,. Son père se remarie avec Elizabeth Cabot Cary, cofondatrice et première présidente du Radcliffe College, dont l'influence sur la vie de Pauline est importante. Pauline Agassiz est éduquée à domicile.
Pauline se marie en 1860 avec Quincy Adams Shaw (en), issu d'une famille « brahmane de Boston », c'est-à-dire de l'élite protestante de la ville et qui a fait fortune dans des mines de cuivre du Midwest, associé avec Alexander Agassiz dans la Calumet and Hecla Mining Company. Le couple a cinq enfants : Pauline, Marian, Louis Agassiz Shaw, Quincy Adams et Robert Gould.
Pauline Agassiz Shaw utilise sa situation sociale et financière pour aider les nouveaux immigrants bostoniens. Pour leur offrir une formation professionnelle, elle cofonde la première école professionnelle américaine, la North Bennet Street Industrial School. Travaillant avec Elizabeth Peabody, elle finance également quatorze jardins d'enfants publics à partir de 1878. Elle ouvre des garderies, pour offrir un environnement sûr aux enfants des femmes qui travaillent, et des « maisons de quartier » à Boston et Cambridge où les familles bénéficiaient de services sociaux. L'une de ces maisons, la Margaret Fuller Neighbourhood House, est toujours en activité. Les autres maisons de quartier sont Cottage Place (1876), Roxbury Neighbourhood House (1878), la maison de quartier de la rue Moore (1879), celle de la rue Ruggles (1879), l'école industrielle de la rue North Bennett (1881), la maison du service civique (1901) et la maison des services sociaux (1902).
Fervente défenseure des droits des femmes, elle est présidente de la Boston Equal Suffrage Association for Good Government (en) pendant 16 ans et soutient le Woman's Journal. Son mari et elle plaident également en faveur d'une réforme pénitentiaire.
Elle meurt d'une pneumonie le 10 février 1917 à son domicile de Jamaica Plain à Boston. Son service funéraire se tient à Faneuil Hall le dimanche de Pâques 1917, réunissant environ deux mille personnes. Le gouverneur David I. Walsh et l'ancien président de Harvard Charles William Eliot y assistent.

## Postérité
Elle est commémorée sur deux sites différents du Boston Women's Heritage Trail, un sur la North End Walk et un autre sur la Jamaica Plain Walk. L'école primaire Pauline Agassiz Shaw de Boston est nommée en son honneur. Deux circuits organisées par la Jamaica Plain Historical Society passe l'une devant la plaque commémorant l'un de ses premiers jardins d'enfants et la seconde devant sa maison sur les rives de l'étang.

## Liens
- Notices d'autorité :   - VIAF
  - ISNI
  - LCCN
  - WorldCat